# Michael Boyd
Sir Michael Boyd (Belfast, 6 luglio 1955 – 3 agosto 2023) è stato un regista teatrale e direttore artistico britannico.

## Biografia
Nato a Belfast, Michael Boyd si laureò all'Università di Edimburgo in letteratura inglese. Dopo aver studiato regia a Mosca, nel 1979 cominciò a lavorare come regista al Belgrade Theatre di Coventry, diventando regista associato l'anno dopo. Nel 1982 divenne regista associato del Crucible Theatre di Sheffield e tre anni dopo ricoprì lo stesso incarico al Tron Theatre di Glasgow, dove portò in scena Macbeth con Iain Glen.
Nel 1996 si unì alla Royal Shakespeare Company (RSC) come regista associato e portò in scena, tra i tanti, le tre parti di Enrico VI e Riccardo III al Young Vic, che gli valsero il Laurence Olivier Award alla miglior regia nel 2002. Nel 2003 rimpiazzò Adrian Noble come diretterore artistico della RSC e mantenne la carica fino al 2009.
Boyd è morto nell'estate del 2023 a causa di un tumore.